# Joan Gardy Artigas

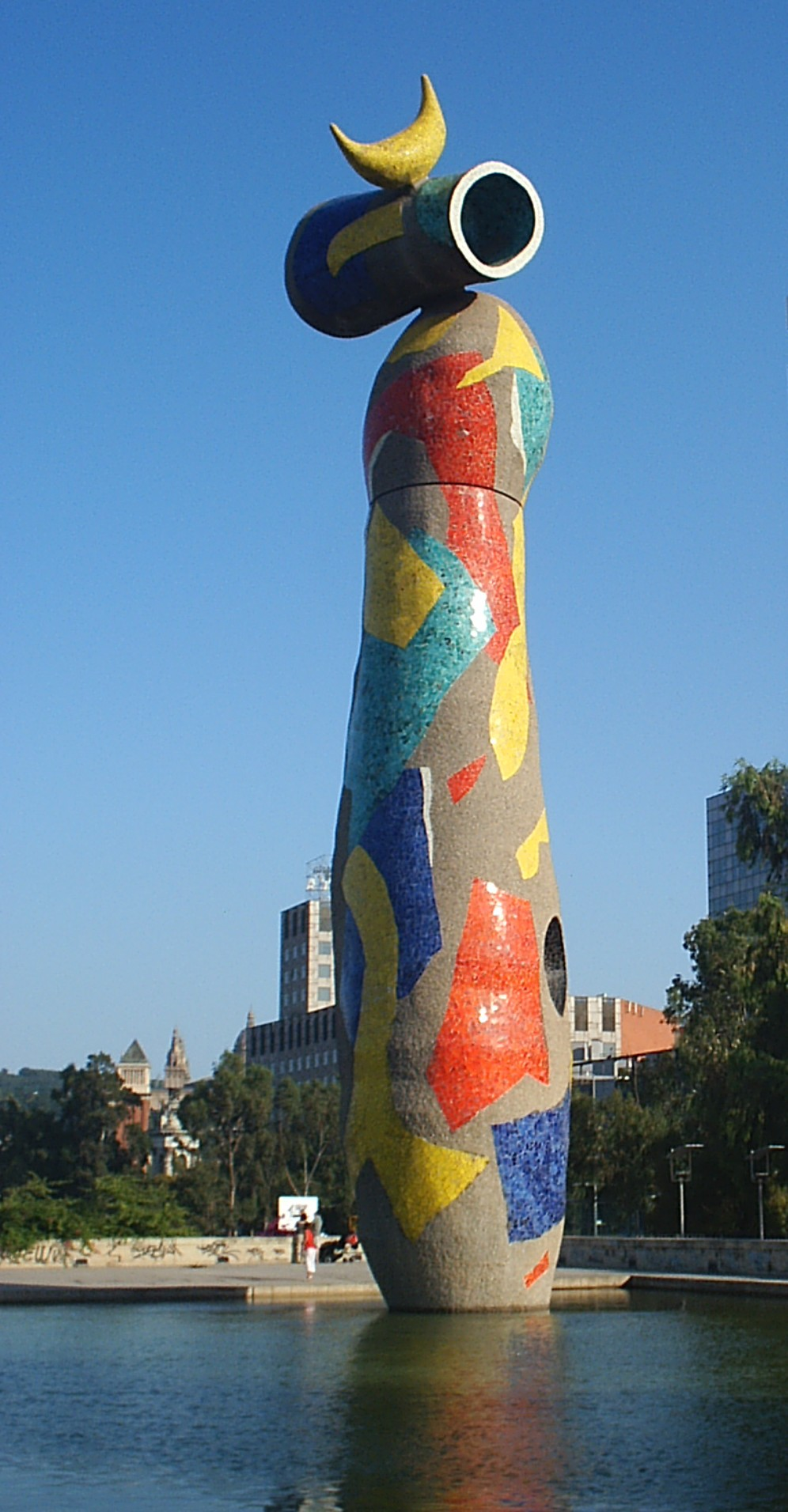
Joan Miró / Joan Gardy Artigas: Dona i Ocell in Barcelona

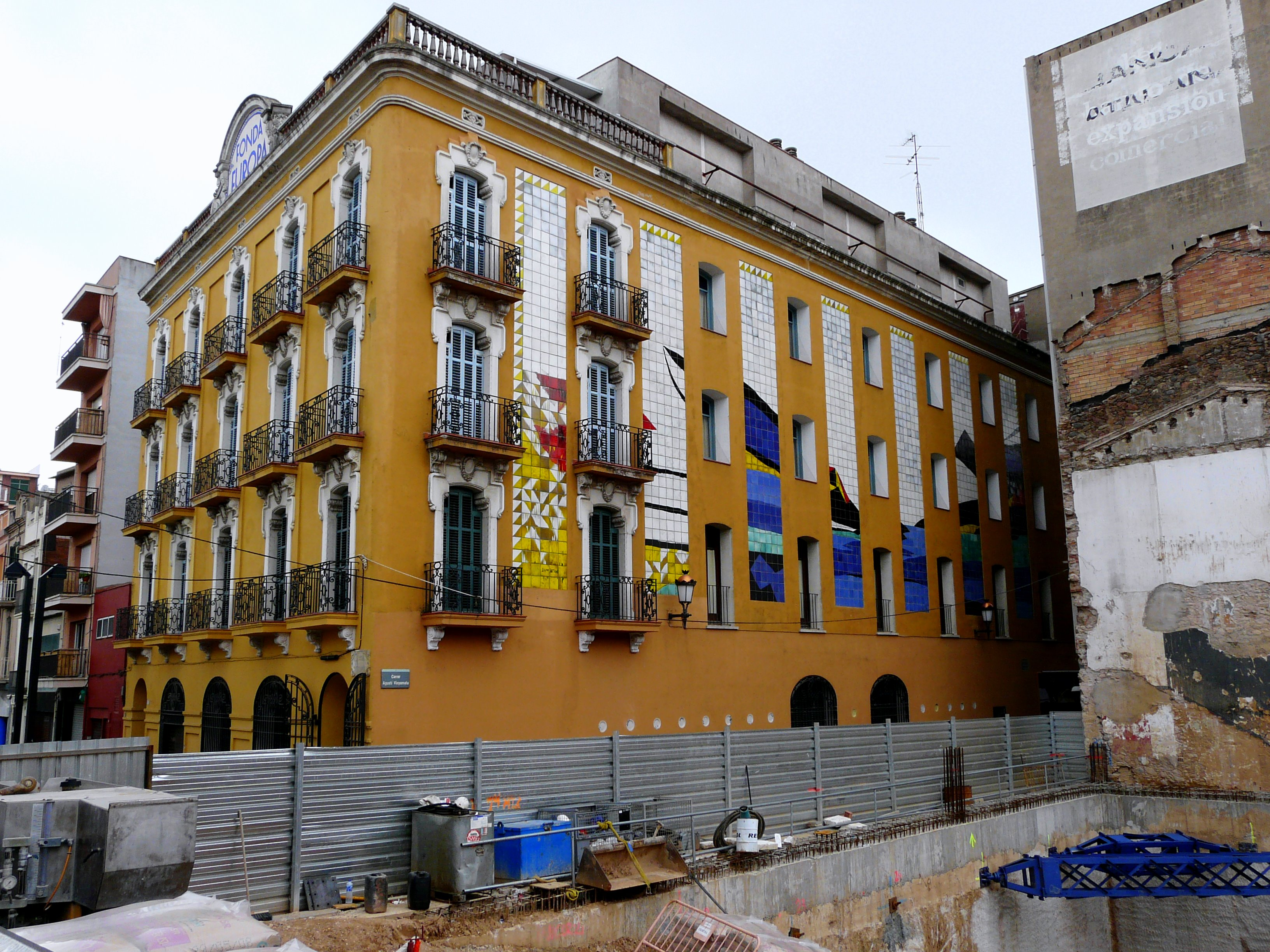
Keramik von Gardy Artigas am Gebäude Fonda Europa in Granollers

Joan Gardy Artigas, eigentlich Joan Llorens i Gardy, (* 18. Juni 1938 in Boulogne-Billancourt, Département Seine-et-Oise in Frankreich) ist ein spanischer Maler, Bildhauer und Keramiker. Bekannt wurde er für seine Zusammenarbeit mit Joan Miró.

## Leben und Werk
Gardy Artigas wurde als Sohn von Josep Llorens i Artigas, einem bekannten Keramiker und Freund von Joan Miró, geboren. Er begann 1958 ein Studium an der Ecole du Louvre in Paris. 1959 lernte er Alberto Giacometti kennen, der ihn ermutigte, eine eigene Keramikwerkstatt in Paris zu eröffnen, wo er für Georges Braque und Marc Chagall arbeitete. 1960 begann er, neben dem Betrieb seiner Werkstatt,  eigene Skulpturen zu entwerfen. Für Miró stellte er, zusammen mit seinem Vater, die monumentale Keramikwand für das UNESCO-Gebäude in Paris her. Anschließend bat ihn Miro, zurück nach Katalonien zu kommen, um in der väterlichen Werkstatt El Raco in Gallifa, einer Stadt nordwestlich von Barcelona, weitere Aufträge auszuführen. 
Aus dieser Kooperation entstanden Keramik-Wandgemälde für die Harvard University, die Fondation Maeght in Saint-Paul-de-Vence, für den Flughafen von Barcelona, das Kunsthaus Zürich, das Wilhelm-Hack-Museum in Ludwigshafen, dem IBM-Gebäude in Barcelona und für das Palacio de Congresos in Madrid. 1981 bis 1982 fertigte er mit Miró den 22 m hohen Keramikbrunnen Dona i Ocell (Frau und Vogel) für den Parc de Joan Miró in  Barcelona. Mit Gardy Artigas Hilfe entstand 1982 ein Mosaik von Antoni Tàpies für den Plaça de Catalunya in Sant Boi de Llobregat, für das Tàpies die Goldmedaille der Region Katalonien erhielt. 1990 schuf er für London mit Tiled Fountain eine selbst entworfene, aus handbemalter, glasierter, Keramik bestehende, 5 × 10 m große Brunnenanlage,  die an der Ecke  Primrose Street/Appold Street zu sehen ist.
1989 gründete er – in Erinnerung an seinen Vater – die Fundació Josep Tallers Llorens Artigas am angestammten Ort in El Raco in Gallifa, wo auch heute noch Künstler aus aller Welt für bis zu sechs Monate arbeiten können. Die Werkstatt wurde bisher von vielen namhaften Künstler aufgesucht, die von Gardy Artigas ihre Entwürfe ausführen ließen. Das besondere der Brennöfen in El Raco ist die Beheizung nach japanischer Bauart mit Holz; durch Ascheteile auf der Glasur entsteht dabei ein spezieller Effekt. Gardy Artigas ist Mitglied des Verwaltungsrats der Stiftung Fundació Joan Miró in Barcelona.